# Gewoon timoteegras
Gewoon timoteegras (Phleum pratense) is een plant uit de grassenfamilie (Poaceae). In Nederland komen van deze soort twee ondersoorten voor:
- Timoteegras (Phleum pratense subsp. pratense)
- Klein timoteegras (Phleum pratense subsp. serotinum)

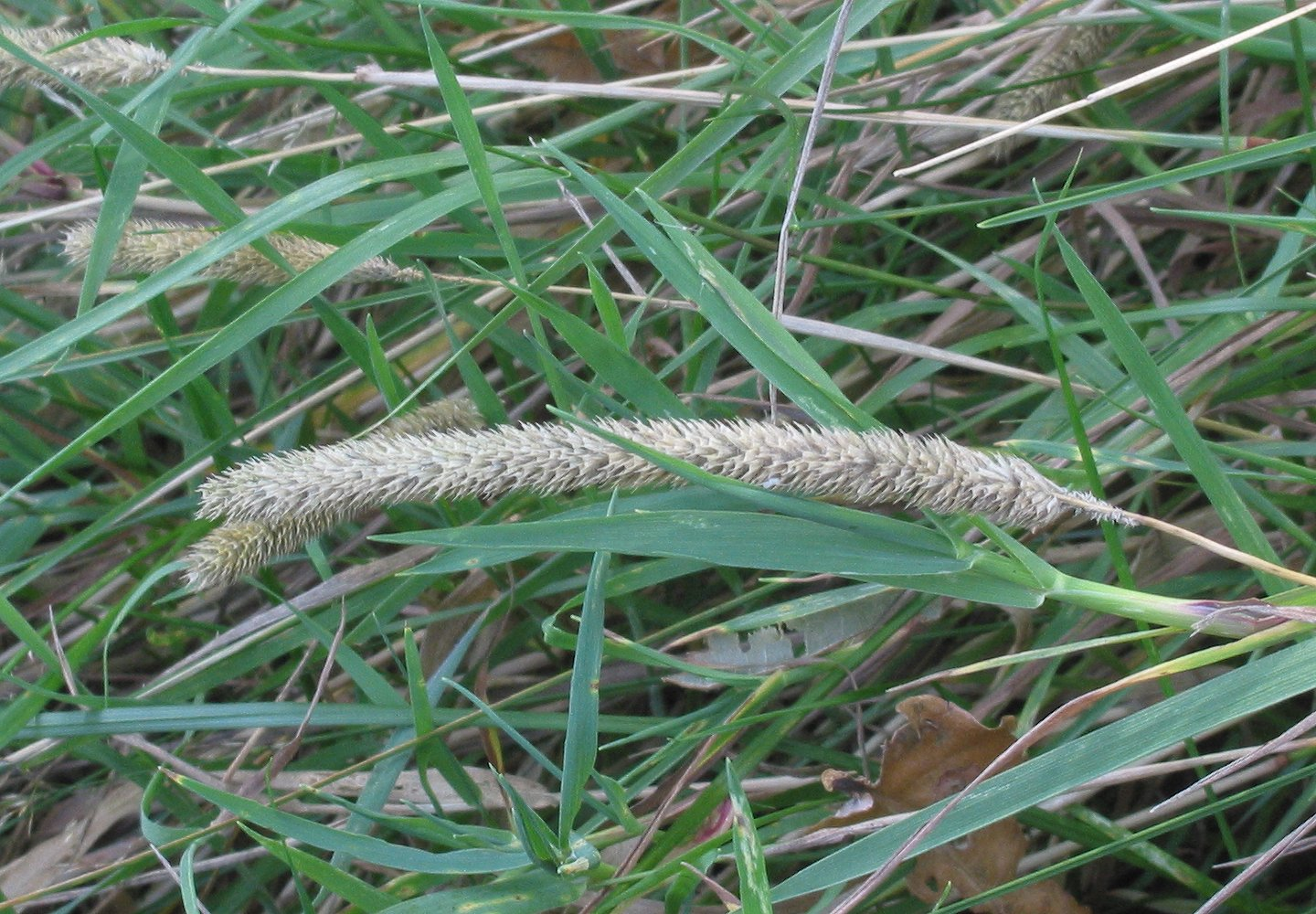
Klein timoteegras